# 극장판 짱구는 못말려: 초화려! 작열하는 떡잎마을 댄서즈
《극장판 짱구는 못말려: 초화려! 작열하는 떡잎마을 댄서즈》(クレヨンしんちゃん 超華麗!灼熱のカスカベダンサーズ)는 일본에서 2025년 8월 8일에 개봉될 예정인 짱구는 못말려의 애니메이션 영화 시리즈의 제 32부작이다.

## 일본판 성우진
- 노하라 신노스케 역 : 코바야시 유미코
- 노하라 미사에 역 : 나라하시 미키
- 노하라 히로시 역 : 모리카와 토시유키
- 노하라 히마와리 역 : 코로오기 사토미
- 시로 역 : 마시바 마리
- 카자마 토루 역 : 마시바 마리
- 사쿠라다 네네 역 : 하야시 다마오
- 사토 마사오 역 : 이치류사이 테이유우
- 보오 역 : 사토 치에

## 한국판 성우진
- 짱구 역 : 박영남
- 짱구 엄마 (봉미선) / 맹구 역 : 강희선
- 짱구 아빠 (신영식) 역 : 김환진
- 짱아 / 철수 역 : 여민정
- 흰둥이 / 유리 역 : 정유미
- 훈이 역 : 정혜옥